# Keith Barnes
Ne pas confondre avec Keith Barnes (en) un joueur de rugby à XIII né également en 1934.
 (novembre 2005).
Améliorez-le ou discutez des points à vérifier. Si le bandeau a été apposé sous l’ancien système, vous pouvez discuter sur cette page.
Pour les articles homonymes, voir Barnes.
Keith Barnes, né le 12 novembre 1934 à Dagenham, à l'est de Londres et mort le 10 septembre 1969 à Paris est un poète britannique.

## Biographie
Issu d'une famille modeste, il a six ans quand le Blitz frappe l'East End de Londres, où il se trouve avec sa famille, avant d’être évacué, par deux fois. Les morts vécues, la résistance britannique, le NON de chacun et la victoire de l'esprit, du courage et de la résolution sur l’attaque, le marquent à jamais.
Jeune encore, il peint des aquarelles avec son grand-père, puis des leçons de piano le mènent à composer de la musique. À douze ans, il obtient une bourse pour étudier à la Royal Academy of Music. À quatorze ans, il reçoit un Premier Prix de Composition. Certaines de ses œuvres sont jouées par des groupes de musique de chambre et à l’East London Music Festival.
Il semble devoir poursuivre une carrière de compositeur quand, en 1959, il détruit toutes ses compositions musicales à l’exception d’une suite pour violoncelle. Un an plus tard, il écrit "Devaluation", inspiré par la Première Guerre mondiale mais aussi par les deux guerres précédentes. Ce premier poème est aussitôt publié par le Times Literary Supplement.
Un poète est né. Le goût de l’écriture se développe en vocation d’écrivain. 
En 1962, Keith Barnes quitte tout, famille, travail (de monteur de films à la BBC), pays, pour gagner Chypre. Il traverse la France grâce à Henriette Jelinek (1923-2007), futur Grand Prix du roman 2005 de l'Académie française, qui le prend en stop. A Chypre, pendant presque un an, il écrit intensément.
Sur le chemin du retour vers l'Angleterre, il rencontre, à Paris, en 1963, pour vivre avec elle jusqu’à sa mort, Jacqueline Starer (1940-) qui deviendra, des années plus tard, sa traductrice (Œuvre poétique / Collected Poems, éditions d'écarts, 2003), et l’auteur de K.B. (éditions Maurice Nadeau, Paris, 1987), réédité en 2007 : K.B. Keith Barnes, édition bilingue aux éditions d'écarts, Dol-de-Bretagne, France, 2007). Cette rencontre décisive lui permet de se consacrer entièrement à l’écriture. Poèmes, romans, se succèdent alors.
Il meurt à 35 ans d'une leucémie.

## Œuvre
Son œuvre poétique, réalisée entre 1960 et 1969, est composée de trois recueils : Born to Flying Glass (Harcourt, Brace & World, New York, 1967), The Thick Skin, terminé en 1968, (The Koala Press, Berkeley, 1971, édition confidentielle), Ain’t Hung Yet (1969).
Les thèmes demeurent d’une parfaite actualité : la guerre, l’après-guerre, l’amour qui défie le temps, la société, l’écriture qu’il ne sépare pas du sentiment de la mort. Ses textes sont tous traversés par un humour bizarre et bondissant, qui rappelle son ascendance dans l’East End de Londres.
Born to Flying Glass donne le ton, avec le premier poème présenté, "Prologue", qui exprime ses premiers souvenirs de guerre, sa première source d’inspiration, qui se retrouve dans les deux recueils suivants jusqu’à Games, l’un des derniers poèmes écrits.
Keith Barnes est aussi l’auteur de poèmes d’amour d’une force et d’une tendresse contagieuses. Sensuel, instinctif, intuitif, il éprouve pour ceux auprès de qui il vit, qu’il côtoie, qu’il croise, des sentiments profonds. S’il ne possède rien sur le plan matériel, il donne beaucoup et est aimé en retour.
The Thick Skin, son deuxième recueil, achevé en 1968, est composé de quatre parties : The Warmth of Two, Putting on Masks, The Thick Skin, Losing Face. Au-delà de la perception de son expérience personnelle, il y révèle une vision très actuelle de l’évolution de notre société, du choc des cultures, et des excès de notre civilisation ainsi que le sentiment si répandu d’être partout un étranger, en transit, en attente.
Les poèmes d’amour disent les rencontres et leur éblouissement, le mariage, la vie en couple avec leurs avatars, les séparations, les nouveaux départs, les amitiés, les amours nouvelles, le désir, plus fort encore que l’amour.
Un autre thème particulièrement présent dans l’œuvre de Keith Barnes est celui de l’écriture, liée à la mort, comme si écrire et la pensée de la mort ne font qu’un, comme si l’unique issue de l’entreprise d’écrire est de sacrifier la vie à l’écriture.
Dans Born to Flying Glass, la mort est encore un sujet dont on peut rire, avec légèreté. Dans The Thick Skin, le ton change et des zones de désespoir apparaissent. La drôlerie, demeurée très vive, se met à grincer, la critique sociale s’accentue. Même ses poèmes d’amour prennent une gravité et une profondeur sans précédent. Il garde pourtant une personnalité ouverte, au bonheur de vivre et à l’humour communicatifs.
Ain’t Hung Yet réunit les poèmes écrits pendant les mois qui précèdent sa mort. La gaieté première a disparu. Une certaine gravité s'impose, sans que goûts ni préoccupations aient en rien changé, comme en témoigne le poème To a Realist.
Keith Barnes veut écrire pour tous, et son style est simple, accessible, concret. Tantôt proche de l’enfance, tantôt drôle, tantôt grave, tantôt familier, tantôt tragique, l’humour est omniprésent. Sa voix, distincte, profonde, nous atteint jusqu’aujourd’hui, porteuse d’émotion mais aussi de sarcasme et de mélancolie, la voix d’un poète tôt disparu mais dont l’actualité, saisissante, est incontestable.